# Dekanat Halicz
Dekanat Halicz – został utworzony w 2000 roku obecnie jest jednym z 12 dekanatów katolickich w archidiecezji lwowskiej na Ukrainie. Na terenie dekanatu jest 10 kapłanów i 15 parafii(8 parafii nie posiada kapłana, ale w opisie dekanatu są to parafie z przynależnością posługi).

## Zgromadzenia zakonne
- Zakon Braci Mniejszych Konwentualnych (franciszkanie) – Bołszowice.
- Zgromadzenie Sióstr Ofiarowania Przenajświętszej Dziewicy Maryi (prezentki) – Bursztyn, Rohatyn.

## Parafie
- Bolechów (Болехів) – parafia Wniebowzięcia NMP[3] (kościół dojazdowy).
- Bołszowce (Більшівці) – parafia Nawiedzenia Najświętszej Maryi Panny.
- Brzeżany (Бережани) – parafia św. Ap. Piotra i Pawła.
- Bukaczowce (Букачівчі) – parafia Wszystkich Świętych (kościół dojazdowy).
- Bursztyn (Бурштин) – parafia Trójcy Przenajświętszej.
- Dolina (Долина) – parafia Narodzenia Matki Bożej.
- Halicz (Галич) – parafia bł. Jakuba Strzemię i św. Hipolita.
- Jezupol (Єзупіль) – parafia Wniebowzięcia NMP (kościół dojazdowy).
- Kałusz (Калуш) – parafia św. Walentego.
- Kuropatniki (Куропатники) – parafia Narodzenia św. Jana Chrzciciela (dojazdowy).
- Lipówka (Липівка) – parafia św. Stanisława Biskupa (kościół dojazdowy).
- Podhajce (Підгайці) – parafia Trójcy Przenajświętszej (kościół dojazdowy).
- Podilla (Поділля) – parafia Niepokalanego Poczęcia NMP (dojazdowy).
- Rohatyn (Рогатин) – parafia św. Mikołaja.
- Słoboda (Слобода) – parafia Chrystusa Króla (kościół dojazdowy).